# The Weakness of Man
The Weakness of Man er en amerikansk stumfilm fra 1916 af Barry O'Neil.

## Medvirkende
- Holbrook Blinn - David Spencer
- Eleanor Woodruff - Janice Lane
- Richard Wangermann - John Spencer
- Charles Mackay - Dr. Stone
- Alma Hanlon - Babbie Norris